# Torrent des Glaciers
Le torrent des Glaciers est un torrent de France situé en Savoie, dans les massifs du Beaufortain et du Mont-Blanc.

## Géographie
Prenant sa source au glacier des Lanchettes — où il porte le nom de ruisseau des Lanchettes —, non loin du glacier des Glaciers au pied de l'aiguille du même nom, il descend la vallée des Glaciers, s'engage dans la vallée des Chapieux et se jette dans le Versoyen en amont de la vallée de la Tarentaise, à hauteur de Bourg-Saint-Maurice. Dans la vallée des Glaciers, son cours est entravé par le barrage de Séloge qui dévie une partie de son eau dans les lacs de Roselend et de la Gittaz via une conduite forcée souterraine.

## Liens
- Ressource relative à la géographie :   - Sandre